# Simpel harmonisk bevægelse
En simpel harmonisk bevægelse er i fysikken en måde at beskrive bevægelse omkring en ligevægtstilstand eller oscillation. En kraft virker for at bringe det bevægede tilbage i ligevægtstilstanden, og for simple harmoniske bevægelser specifikt gælder det, at kraften er proportional med forskydningen. Noget, der foretager en harmonisk bevægelse, kaldes en harmonisk oscillator.

## Formeludledning
Som det er givet i definitionen vil kraften virke modsat og proportionalt forskydningen af det oscillerende. Kraften er altså lig den negativ placeringsforskydning gange en proportionalitetskonstant:
{\displaystyle F=-kx}
Præcis den samme formel kendes fra Hookes lov, der bruges til at beskrive kraften i en fjeder som udstrækningen gangen fjederkonstanten. Et lod i en fjeder kan altså lave en simpel harmonisk bevægelse og omvendt kan simple harmoniske oscillatorer beskrives som masse-fjeder-systemer. Kraften i udtrykket kan imidlertid også skrive som masse gange acceleration, og yderligere kan acceleration skrives som position differentieret to gange. Man får:
{\displaystyle F=-kx\Rightarrow ma=-kx\Rightarrow m{\frac {d^{2}x}{dt^{2}}}=-kx}
Derved fremkommer en lineær, homogen differentialligning. Løsningen er en funktion for placeringen, og den må således afspejle det periodiske i en funktion. En løsning er da også en sinusoidal funktion givet ved:
{\displaystyle x(t)=A\cos(\omega t)}
Dette kan testes ved at indsætte den på x's plads i differentialligningen:
{\displaystyle m{\frac {d^{2}x}{dt^{2}}}=-kx}
{\displaystyle \Downarrow }
{\displaystyle m{\frac {d^{2}}{dt^{2}}}A\cos(\omega t)=-kA\cos(\omega t)}
{\displaystyle \Downarrow }
{\displaystyle m(A\omega ^{2}(-\cos(\omega t)))=-kA\cos(\omega t)}
{\displaystyle \Downarrow }
{\displaystyle -m\omega ^{2}A\cos(\omega t)=-kA\cos(\omega t)}
Det ses, at ligningen er sand, når
{\displaystyle m\omega ^{2}=k}
Ved omrokering af denne ligning får man:
{\displaystyle \omega ^{2}={\frac {k}{m}}\Rightarrow \omega ={\sqrt {\frac {k}{m}}}}
{\displaystyle m={\frac {k}{\omega ^{2}}}}
Omega symboliserer vinkelfrekvensen, der hænger sammen med frekvensen af bevægelsen ved
{\displaystyle \omega =2\pi f}
Vinkelfrekvensen er altså er givet ved kvadratroden af fjederkonstant over massen, mens massen er givet ved fjederkonstant over vinkelfrekvensen kvadreret. Sidstnævnte sammenhæng anvendes i rummet, da vægtløsheden umuliggør en tyngdefeltsafhængig vægt. Den anvendes tilsvarende med en Quartz Crystal Microbalance til at måle tynde film.

## Fodnoter
1. ↑  Wolfson, Richard. "Oscillations, Waves and Fluids", Essential University Physics (2. internationale udgave), Addison-Wesley 2007, San Francisco, s. 236. ISBN 978-0-321-76193-4.
2. ↑  Wolfson, Richard. "Oscillations, Waves and Fluids", Essential University Physics (2. internationale udgave), Addison-Wesley 2007, San Francisco, s. 206-207. ISBN 978-0-321-76193-4.
3. ↑  Johannsmann, Diethelm (2015) [2014]. The Quartz Crystal Microbalance in Soft Matter Research - Fundamentals and Modeling. Soft and Biological Matter (1 udgave). Heidelberg: Springer International Publishing. doi:10.1007/978-3-319-07836-6. ISBN 978-3-319-07835-9. ISSN 2213-1736.